# Aritranis director
Aritranis director là một loài tò vò trong họ Ichneumonidae.